# Municipio de Middle Fork I
El municipio de Middle Fork I (en inglés: Middle Fork I Township) es un municipio ubicado en el  condado de Forsyth en el estado estadounidense de Carolina del Norte. En el año 2010 tenía una población de 1.710  habitantes.

## Geografía
El municipio de Middle Fork I se encuentra ubicado en las coordenadas 36°10′16.25″N 80°11′39.79″O / 36.1711806, -80.1943861.